# Alfred Demersay
Alfred Demersay, né le 3 novembre 1815 à Châtillon-Coligny où il est mort le 4 février 1891, est un médecin et explorateur français. 

## Biographie

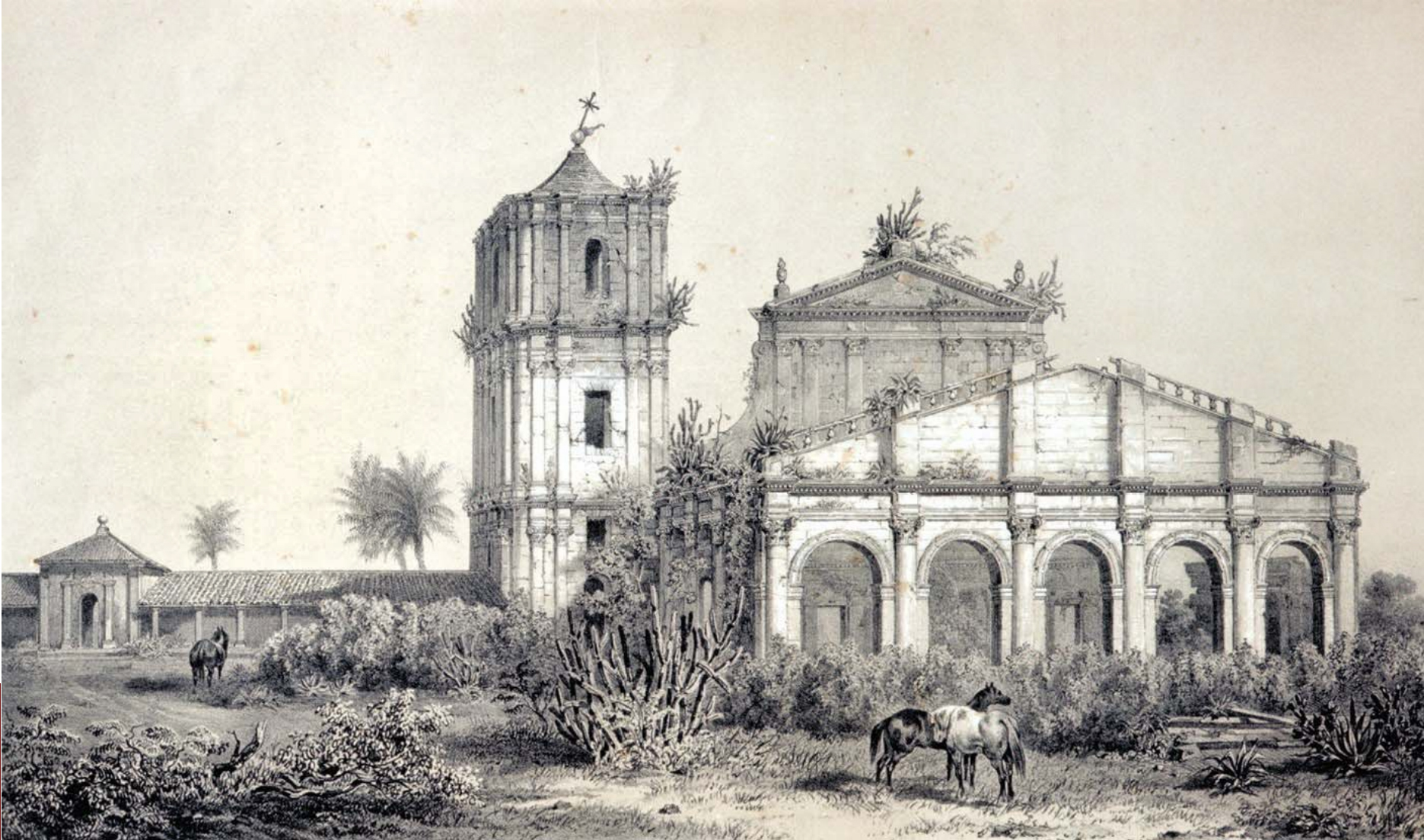
Dessin d'Alfred Demersay de 1846 représentant la réduction jésuite de Saint-Michel archange en territoire guarani.

Il est chargé en 1844 d'explorer le Paraguay et d'y étudier l'histoire naturelle, la géographie et l'anthropologie. Il débarque ainsi au début de l'année 1845 dans le sud du Brésil et parvient à San Borja sur les bords de l'Uruguay où il rencontre Aimé Bonpland. Ne parvenant pas à entrer au Paraguay, il explore pendant plusieurs mois les missions jésuites en ruines de la rive gauche de l'Uruguay lorsqu'il est appelé par le président du Paraguay, Carlos Antonio López, pour soigner son fils malade à Asunción (1846). 
Ayant guéri le fils du président, il reçoit toute liberté  pour explorer le pays. Il remonte alors les vallées du Parana et du Paraguay et parcourt le Chaco où il rencontre les indiens Bravos, Lenguas et Tobas. 
Demersay revient au début de 1847 par Villarica, Itapua et San Borja où il retrouve Bonpland (avril 1847) et repart de Montevideo pour la France. 
En 1863, Demersay est envoyé en mission en Espagne et au Portugal pour y étudier les archives relatifs aux actions de ces pays en Amérique du Sud.

## Publications
- Du tabac au Paraguay. Culture, consommation et commerce, 1851
- Le docteur Francia, dictateur du Paraguay, 1856
- Histoire physique, économique et politique du Paraguay et des établissements jésuites, 1860-1865
- Fragments d'un voyage au Paraguay (1844-1847), Le Tour du monde, vol.2, 1861, p. 97-112 et, vol.1, 1865, p. 337-352
- Étude économique sur le maté ou thé du Paraguay, 1867